# عامر بن أبي وقاص
عامر بن أبي وقاص صحابي من السابقين إلى الإسلام حيث أسلم بعد عشرة أفراد. هاجر إلى الحبشة، ثم عاد وشهد غزوة أحد، وأخو الصحابي سعد بن أبي وقاص، وتوفي في الشام في خلافة عمر بن الخطاب.

## إسلامه
أسلم عامر بن أبي وقّاص بعد عشرة فكان الحادي عشر، وقد عارضت أمه حمنة بنت سفيان معارضة شديدة، حتي قيل أنه لقي من أمه ما لم يلق أحد من قريش من الصياح به والأذى له حتى هاجر إلى أرض الحبشة، فقد روى عامر بن سعد بن أبي وقاص عن أبيه سعد أنه قال: «جئت من الرمي، فإذا الناس مجتمعون على أمي حمنة بنت سفيان بن أمية بن عبد شمس، وعلى أخي عامر حين أسلم فقلت: «ما شأن الناس؟»، قالوا: «هذه أمك قد أخذت أخاك عامرًا، تُعطي الله عهدًا ألا يُظِلّها ظل ولا تأكل طعامًا، ولا تشرب شرابًا حتى يدع الصباوة». فأقبل سعد حتى تخلّص إليها، فقال: «علي يا أُمّه، فاحلفي»، قالت: «لِمَ؟»، قال: «لأن لا تستظلي في ظل ولا تأكلي طعامًا، ولا تشربي شرابًا، حتى تري مقعدك من النّار»، فقالت: «إنّما أحلف على ابني البار»، فنزلت آية: ﴿وَإِنْ جَاهَدَاكَ عَلَى أَنْ تُشْرِكَ بِي مَا لَيْسَ لَكَ بِهِ عِلْمٌ فَلَا تُطِعْهُمَا وَصَاحِبْهُمَا فِي الدُّنْيَا مَعْرُوفًا وَاتَّبِعْ سَبِيلَ مَنْ أَنَابَ إِلَيَّ ثُمَّ إِلَيَّ مَرْجِعُكُمْ فَأُنَبِّئُكُمْ بِمَا كُنْتُمْ تَعْمَلُونَ ۝١٥﴾ [لقمان:15]».
ثم رجع عامر من الحبشة، وشهد غزوة أحد. ثم انتقل إلى الشام بعد الفتوح الإسلامية، توفي بها في خلافة عمر بن الخطاب.